# Abadiño
Abadiño en basque ou Abadiano en espagnol est une commune de Biscaye dans la communauté autonome du Pays basque en Espagne.

Le nom officiel de la ville est Abadiño.

## Toponymie
Abadiano appartient à la série de toponymes basques au suffixe -ano. Des philologues comme Julio Caro Baroja ou L.M. Mujika ont établi l'hypothèse de travail que tant ce suffixe, que le suffixe -ain, très fréquents dans la toponymie basco-navarraise étaient le fruit de l'évolution du suffixe latin -anum.
Dans beaucoup de régions de l'ancien Empire romain, le suffixe accusatif -anum associé à un nom propre formait le nom des possessions rustiques appelées fundus. Ce nom était généralement celui du propriétaire original du fundus, puisqu'ensuite, s'il changeait de possesseur, on avait l'habitude de maintenir le nom du fundus. En suivant cette hypothèse, les populations de noms basques avec le suffixe -ain ou -ano auraient pour origine les règlements ruraux de l'époque romaine ou de l'Antiquité tardive et du Moyen Âge, maintenant ainsi des règles de nominations toponymiques des propriétés héritées de l'époque romaine.
Julio Caro Baroja chercha à analyser les toponymes basques -ano en essayant d'établir le nom propre qui se dissimulerait derrière chacun d'eux. Dans le cas d'Abadiano, il soutenait qu'on trouvait le nom propre Abatius. l'évolution du toponyme est Abatianum → Abatiano → Abadiano → Abadiño.
Face à cette hypothèse, elle met en rapport le nom de la localité avec le mot « abbé » (abade en basque) ou « abbaye ». Non infondée, car les premières traces écrites sur Abadiano, datées du XIe siècle, font toujours référence aux abbés d'Abadiano et pour cette raison, les origines de la localité pourraient être en rapport avec une abbaye ou un monastère située dans ce lieu. Il est possible qu'on ait suivi la règle de nomination toponymique à laquelle faisait référence Julio Caro Baroja au moment de nommer ce lieu.
Abadiano a été choisi au Moyen Âge comme forme écrite du nom, en basque le nom a continué toutefois à évoluer oralement et a donné lieu à Abadiño, qui est actuellement le nom donné aux habitants de cette ville, toujours en basque. En espagnol, on garde l'ancien nom Abadiano, comme nom usuel pour cette localité.
En 1983, la mairie a décidé de changer la dénomination officielle de la commune d'Abadiano en Abadiño, adoptant le nom basque de la localité.

## Orographie
La commune de l'elizate d'Abadiño se situe dans le centre-sud de la comarque du Durangaldea et occupe une partie de la vallée de la rivière (rio) Ibaizabal, juste la zone où elle reçoit le Zaldu venant de Zaldibar, et la comarque d'Urkiola, avec son versant méditerranéen et les grandes masses calcaires qui forment les montagnes du Durangaldea. Dans ces montagnes se trouvent les remarquables les sommets d'Alluitz (1 040 m), d'Aitz Txiki (791 m) et d'Untzillaitz (934 m). Sur le versant sud se trouve le Saibigain (932 m), célèbre par les batailles qui ont été livrées durant la guerre civile espagnole, et l'Urita (794 m).
La partie nord de la commune s'élève doucement sur le flanc de l'Oitz (1 029 m).

## Hydrographie
La commune d'Abadiño fait partie de deux bassins hydrographiques, cantabrique et méditerranéen. La principale rivière du bassin cantabrique est l'Ibaizabal, venant du col de Kanpazar, et rejoint, dans le quartier de Traña-Matiena, le Zaldu, venant elle du col d'Areitio à Zaldibar. Cette rivière, avec le Nervion, forme la rivière de Bilbao.
Sur le versant sud, méditerranéen, la rivière principale est l'Urkiola et, en Alava se trouve le barrage de Santa Engracia.

## Localités limitrophes
Abadiño se trouve sur le bord sud-est du territoire historique de Biscaye.
Elle est limitée au nord par Garai, au nord-ouest par Berriz-Olakueta, à l'Est par Elorrio, au sud-est par Atxondo, au sud par Otxandiano et Aramaia, au sud-ouest par Dima, à l'ouest par Mañaria et Izurtza et au nord-ouest par Iurreta et Durango.

## Composition
La commune d'Abadiño est constitué par 12 quartiers :
- Amaitermin ;
- Astola ;
- Gaztelua ;
- Gerediaga ;
- Lebario ;
- Irazola ;
- Mendiola ;
- Murueta ;
- Muntsaratz ;
- Sagasta ;
- Traña-Matiena ;
- Zelaieta.

Zelaieta (que l'on connaît comme Abadiño) et Traña-Matiena, et maintenant Muntsaratz prennent une structure urbaine et tend à être rejoint avec celui de Zelaieta. Ils sont de structure urbaine, surtout celui de Matiena qui est constitué comme un noyau d'identité propre et influence les quartiers environnants (Astola, Lebario et Gerediaga). Le reste des quartiers de la municipalité sont essentiellement ruraux.

## Communications
Les principales voies de communication de la Biscaye parcourent la vallée de l'Ibaizabal et par conséquent passent par la municipalité. La route nationale N-634 et l'autoroute à péage AP-8, ainsi que le chemin de fer à voie étroite, l'unissent avec Bilbao (à 34 km) et Saint-Sébastien (86 km). Vitoria-Gasteiz est accessible via la route BI-623 qui passe par le col et rejoint le parc naturel d'Urkiola. D'autres routes la relient avec la comarque de Lea-Artibai, avec Arrasate et Beasain, qui sera le futur et important axe « Durango-Beasain ». Il existe aussi la possibilité du chemin de fer Bilbao-Saint Sébastien avec les trains de la compagnie EuskoTren par la ligne 1D.

## Histoire
Les informations sur la fondation de la commune se perdent dans la nuit des temps. La figure de l'Elizate nous laisse déjà entrevoir qu'Abadiño est habité depuis très longtemps, et  était rattachée à la Lur Laua de Biscaye. On a trouvé des restes préhistoriques d'importance dans plusieurs gisements comme ceux des grottes de Bolinkoba (gisement solutréen), Oialkoba (Âge du bronze), Astakoba et Albiztei qui témoignent de l'occupation humaine dans des temps préhistoriques.
L'histoire de la municipalité est unie à celle de la mérindade de Durango puisque l'elizate d'Abadiño avait le siège dans ses assemblées, et celles-ci se réunissaient sur ses terrains, dans l'aire (ou place) des assemblées de l'ermitage San Salvador et de San Clemente. Sur ses terrains également, à la demande de la reine Jeanne Ire de Castille, appelée Juana la Loca, sera construite la maison auditoire quand la mérindade a eu des problèmes de propriété avec les installations qu'elle utilisait avec la ville de Durango. Elle sera finalement achetée et on reconstruira la maison Auditoire d'Astola. Dans ces Juntes, Abadiño avait le siège et un vote. L'elizate était divisée en sept confréries.

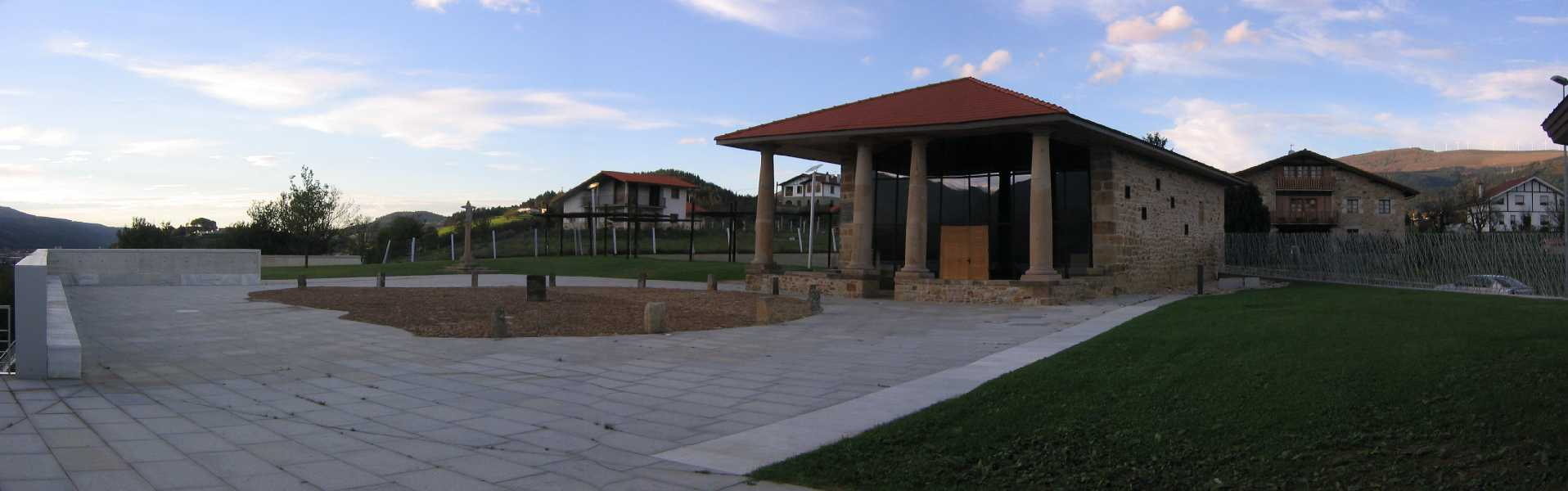
Aire Forale de Gerediaga dans son état actuel (2005).

Les premières informations de l'elizate datent de 1172 et font référence à la famille de Muntsaratz, propriétaire de la tour qui porte son nom, ces documents traitent du mariage de l'infante de Navarre Doña Urraca avec le seigneur de Muntsaratz, Pedro Ruiz.
La participation des seigneurs de l'elizate, du côté oñacin, dans les guerres des Bandes ont marqué le Moyen Âge avec la prolifération les tours et forteresses, certaines célèbres, comme celui de Muntsaratz (tour-palais), dont le propriétaire, Pedro Ruiz, a contracté mariage en 1212 avec l'Infante de Navarre Doña Urraca, avec des descendants aussi illustres que le premier évêque du Mexique, Juan de Zumarraga et de Muntsaratz (vers le XVIe siècle). Abadiño était la patrie d'Iñigo Abadiño et de Perucho d'Abadiño, gardien de palais d'Isabelle la Catholique à Madrid.
Dans l'économie rurale traditionnelle au XVIe siècle s'est produit un essor de l'industrie du fer avec le développement de nombreuses forges comme celles d'Astola, Leberio (dont il reste encore des ruines) Murueta ou Traña qu'ils ont travaillé jusqu'au début du XXe siècle et certaines d'elles, transformées en centrales hydro-électriques.

## Économie

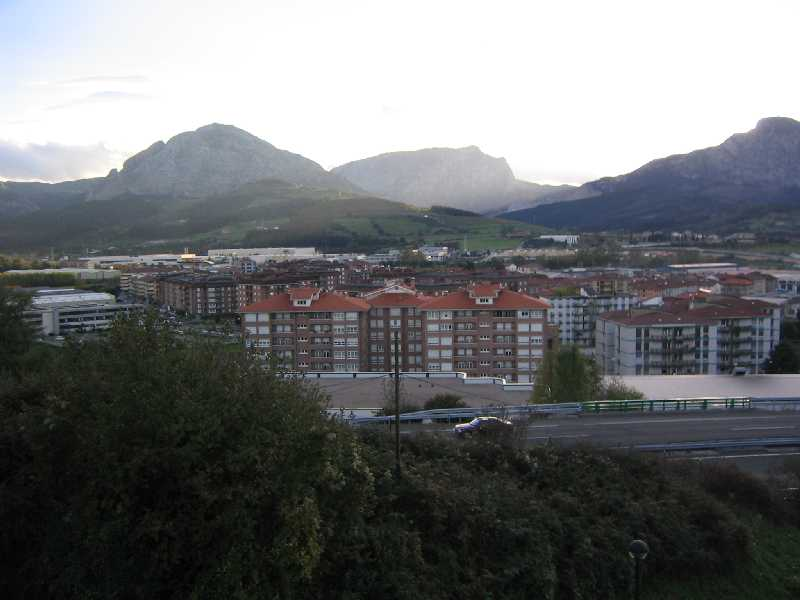
Vue générale du quartier de Traña-Matiena.

La commune a une population de 7 140 habitants (INE 2007), répartie ainsi pour les noyaux démographiques :
- Zelaieta, 1 089 habitants ;
- Gastelua, 113 habitants ;
- Guerediaga, 153 habitants ;
- Traña Matiena, 4 438 habitants ;
- Mendiola, 148 habitants ;
- Muntsaratz, 1 152 habitants ;
- Urkiola, 47 habitants.

La densité de population est de 198 hab. /km2.
L'économie de la commune, très liée à celle de la comarque et même hors de celle-ci, est évidemment industrielle avec l'important secteur primaire. Dans une analyse par secteurs nous avons ce qui suit :
- Secteur primaire : les quartiers ruraux d'Abadiño basent leur économie sur l'agriculture, le bétail et l'élevage) et l'exploitation forestière, bien qu'il soit déjà naturel de combiner le travail agricole avec l'industriel, et dans l'agro-tourisme. Des 2 845 ha de surface agricole nous avons des terres labourées, 45 ha (1,5 %), des prés et pâturages pour 1 094 ha (58,4 %), forestier 662 ha (38,5 %). L'activité minière a déjà disparu de la municipalité.
- Secteur secondaire : emploie plus de 60 % de la population active. À souligner l'industrie métallurgique, particulièrement l'industrie auxiliaire de l'automobile et celle de l'outillage. L'industrie chimique a aussi une présence significative.
- Secteur terciaire : emploie 37 % de la population active, mais son influence dans la commune est plutôt faible étant donné la proximité de la tête de la comarque qu'est Durango et de la capitale provinciale, Bilbao, qui monopolisent la majorité des services.

## Patrimoine

### Patrimoine civil

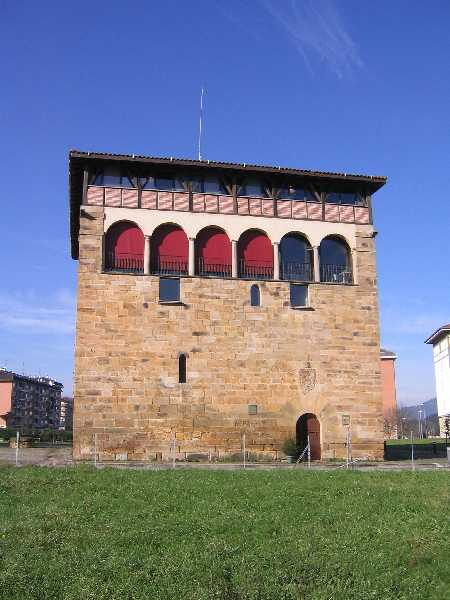
Maison-tour de Mutsaratz, avec une galerie de colonnes du XVIe siècle.

On trouve plusieurs monuments remarquables à Abadiño.
- Tour de Muntsaratz (origine du IXe siècle) : son nom vient de la famille noble qui l'a construite. Restaurée vers 1590 avec une galerie ou loggia de colonnes toscanes, c'est selon quelques avis, la construction Renaissance la plus importante de l'architecture civile en Biscaye. Construite en pierre de grès soigneusement taillées, il forme un bloc cube allégé dans sa partie supérieure par une galerie en arche dans les côtés sud et est. À cinq étages consacrées chacune à une fonction concrète : le rez-de-chaussée] pour les halls, le second était destiné à la cuisine et aux chambres, le troisième et quatrième sont résidentiels avec une chambre centrale à double hauteur avec accès à la galerie archée. Le dernier étage, également ouvert sur une galerie, était destiné de séchoir et le stockage de produits agricoles. La construction a des indices, traces, de défenses ce qui donne à penser qu'à un certain moment il a changé d'approche constructive. Très probablement, la partie inférieure est de fin du XVe siècle, précédent l'interdiction d'ériger des tours forteresses dictée par les Rois catholiques. À la suite d'une telle norme, la tour a dû être mutilée (étêtée), allégeant les parois et en ouvrant la galerie, et est passée de « maison forte » « à maison palais ». De toute manière, la galerie s'avère trop avancée pour ces années et on pense qu'elle date de la fin du XVIe siècle. Il est actuellement le siège d'un organisme public.
- Ensemble Juradero de Guerediaga : composé de l'aire, de l'ermitage de San Salvador et San Clemente, la croix du XVIIe siècle et le chêne (récemment replanté) est le cœur de l'histoire de la comarque puisqu'il a été l'endroit où avaient lieu les Juntas de la Merindad de Durango. L'ermitage est d'origine baroque, du VIIe ou VIIIe siècle. Devant l'ermitage on plaçait 18 points de repère (aujourd'hui il n'y en a que 11 et quelques sources indiquent 24), deux par elizates, pour servir de siège aux représentants des 14 elizates qui composaient les Juntes de la mérindade. En 1834 avec le  Désamortissement de Mendizábal l'ensemble de l'ermitage et l'aire juradère passent aux mains de plusieurs habitants de la zone qui, en 1999, la cèdent aux Juntas générales de Biscaye qui procèdent à sa restauration (qui a été très sollicitée) en inaugurant l'ensemble en octobre 2005.
- Maison Astola ou d'Astolazubia : ancien siège de la mérindade de Durango. Il a été acheté par cet organisme en 1576. Il a été maintenu comme siège des archives de la mérindade jusqu'en 1784, quand il a été passé à la paroisse d'Abadiño, et comme prison jusqu'en 1843 quand on placera celle-ci dans la tour Lariz. C'est une grande bâtisse carrée et au toit à trois pentes fait en maçonnerie et pierre de taille.

Il y a plusieurs maisons-palais blasonnés, comme le palais de traña, celui de Zelatabe qui date de 1913 ou de celui d'Abadiño construit par Pedro d'Abendaño en 1443, ainsi que plusieurs fermes intéressantes, comme celle de Murueta ou du Raccard de Lebario.

### Patrimoine religieux
- Sanctuaire d'Urkiola : important à Urkiola, par sa signification et situation, lié aux premiers emplacements chrétiens. Avec le sanctuaire il y a divers ermitages et un calvaire. Sa situation dans le centre du parc naturel fait qu'il est le point de départ pour de nombreuses excursions et qu'il y ait plusieurs exposés de divers métiers aujourd'hui disparus, comme celui des charbonniers ou les puits de neige. L'environnement d'Urkiola est un des plus mythiques du Pays basque. La principale demeure de  Mari, déesse des basques.
- Église Saint-Torquat-Martyr (Iglesia de San Torcuato (es), d'après Torquat d'Acci) : gothique tardif du XVe siècle (le clocher est du XVIIIe siècle). Contient trois retables rococos et deux autels baroques ainsi qu'un autre néo-classique dans la sacristie. Une Vierge, toile pouvant être datée du XVIIe siècle, est attribuée à José Antolínez. À côté se trouve le cimetière néo-classique de l'architecte Rafaël de Zabala, œuvre de 1854.
- Cimetière: construit en 1854, projet de Rafaël Zabala et exécuté par José de Astarbe est un des cimetières néo-classique les plus significatifs de la Biscaye. De forme rectangulaire, il est composé d'un porche dans lequel se placent les sépultures, toutes égales. Dehors, dans le jardin central, les caveaux. La couverture s'appuie sur des colonnes toscanes supportées par des assises de pierre dans lesquelles on a écrit des légendes afférentes au décès. L'enclos est fait en sièges et sur l'entrée principale dotée d'un fronton, se trouve une maxime relative à la certitude du décès.

## Personnalités de la commune
- Mikel Zarrabeitia Uranga : né le 14 mai 1970 à Abadiño, surnommé le Généreux a été un cycliste espagnol, professionnel entre les années 1991 et 2003
- David Etxebarria Alkorta : né le 23 juillet 1973 à Abadiño, est un cycliste espagnol
- Ustaritz Aldekoaotalora Astarloa : né le 16 février 1983 à Abadiño, est un joueur de football espagnol. Il joue défenseur, actuellement à l'Athletic Club de Bilbao.

### Sources
- (es) Cet article est partiellement ou en totalité issu de l’article de Wikipédia en espagnol intitulé « Abadiano » (voir la liste des auteurs).